# 녕변 원자력 연구소
녕변 원자력 연구소(寧邊原子力硏究所, 표준어: 영변 원자력 연구소)는 조선민주주의인민공화국 평안북도 영변군에 있는 원자력 연구소이다. 평양에서 북쪽으로 103km 떨어진 곳에 있는 이 연구소는 조선민주주의인민공화국에서 가장 큰 핵시설이 들어서 있다. 또한 조선민주주의인민공화국 최초의 원자로인 영변 IRT-2000도 있다.

## 역사

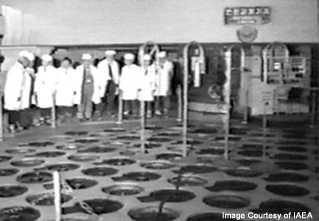
녕변의 5 MW급 원자로의 모습

1953년 3월 소련과 원자력 평화적 이용 협정을 체결한 조선민주주의인민공화국은, 1962년에 영변 원자력 연구소를 설치하였다. 1963년 6월에는 2메가와트급 소형 연구용 원자로인 IRT-2000을 소련에서 도입, 영변 연구소에 설치하였다.
5메가와트급 원자로는 1980년에 공사가 시작되었으며, 1985년 원자로가 가동되기 시작하였다.
녕변에는 전기생산을 위한 프로토타입인, 50메가와트급 마그녹스 원자로 건설부지도 있다. 이 원자로 건설은 1994년에 중단되었다.
풀스케일인 200메가와트급 마그녹스 원자로는 태천군에서 건설중이었다. 태천군은 녕변에서 20 km 북쪽에 위치하고 있다. 200메가와트급 원자로도 1994년에 공사가 중단되었다.
2007년 2월 13일 화요일, 6자 회담에서의 합의에 따라, 조선민주주의인민공화국은 핵재처리 시설을 포함한 녕변 원자력 시설을 가동중단하고 봉인조치했다. 그리고, IAEA의 확인을 받았다. 이에 상응하는 조치로, 조선민주주의인민공화국은 5개국으로부터 5만 톤의 중유를 공급받았다.
2008년 6월 27일 금요일, 조선민주주의인민공화국은 영변(녕변) 원자력 연구소를 가장 시각적으로 상징하고 있는 냉각탑을 폭파했다. 폭파에는 많은 외국 언론인과 외교관들이 참석했다.

## 크라스노야르스크-26
소련에는 크라스노야르스크-26라는 비밀도시가 있다. 상당수 북한인이 크라스노야르스크-26에서 훈련받았으며, 북한은 크라스노야르스크-26을 모방해서 영변 핵시설을 만들려고 했다. 영변에서 일했던 탈북자 2명은 북한의 핵무기 시설이 대부분 영변 인근 산악지대의 지하 깊은 곳에 숨겨져 있다고 말했다.

북한이 크라스노야르스크-26을 베꼈다면, 다음과 같은 문제가 있을 수 있다.
영변 핵시설 하면 유명한 게 영변 5메가와트 원자로인 흑연감속로인데, 열출력 30 MWt이다. 미국이 항상 인공위성으로 집중감시한다. 그런데, 크라스노야르스크-26은 지하 180 m 에 열출력 2000 MWt RBMK 흑연감속로 2개로 플루토늄을 생산하지, 지상에 미국이 인공위성이 보라고 대놓고 설치하지 않는다. 플루토늄을 생산하는 핵재처리 공장과 탄도 미사일 생산 공장까지 다 지하에 있다. 실제로는 영변 5메가와트 흑연감속로의 열출력을 25 MWt로 보며, 해마다 7 kg의 플루토늄을 생산할 수 있다고 평가한다. 그러면, 최대열출력 4000 MWt 일 경우, 해마다 플루토늄 933 kg을 생산한다는 것이고, 플루토늄 5 kg이면 100 kt 수소폭탄 한 발을 만드니까, 한 해에 100 kt 수소폭탄 186발을 만든다는 의미이다. 그러나 크라스노야르스크-26 실제 생산량을 보면, 1995년부터 2010년까지 15년 동안 4.5톤의 플루토늄을 생산해, 한 해에 플루토늄 300 kg, 100 kt 수소폭탄 60발 분량을 생산했다.
북한은 경제난에 낙후되어 도저히 그런 시설을 지을 수 없다고만 폄하해 볼 수는 없는 것이, 최근 전세계를 놀라게 한 화성 16호 ICBM을 보면, 러시아와 대등하거나 똑같이 나가겠다는 정책 방향을 읽을 수 있다. 그러면, 크라스노야르스크-26을 베껴서 영변 핵시설을 지었다면, 당연히 지하에 열출력 2000 MWt 흑연감속로 2개로 플루토늄을 생산한다는 소리가 아닌가 하는 의심을 할 수 있다. 크라스노야르스크-26의 지하도시 면적은 7000평이라고 알려져 있다.
중국도 816 프로젝트라고, 플루토늄을 지하에 원자로를 설치해서 생산한다. 즉, 러시아 중국은 지하에 원자로를 설치해 플루토늄을 생산하는데, 북한은 러시아 크라스노야르스크-26을 베껴서 영변 핵시설을 지었다면서, 지상에 겨우 열출력 30 MWt 원자로를 설치해서 플루토늄을 매년 극소량만 생산한다? 합리적인 의심을 갖게 만드는 대목이다.
2019년 9월 19일, 38노스는 지난 2002년부터 2019년 8월까지 영변 핵과학단지 일대를 촬영한 위성사진을 분석해, 영변 단지에서 구룡강 건너편 동쪽과 남동쪽으로 적어도 2개의 지하시설이 있는 것을 포착했다고 밝혔다. 38노스는 "(지하시설의) 목적이 무엇인지를 판별하는 것은 불가능하지만, 이것이 영변 보안구역 내에 위치하고 있고, 은폐돼 있는 점으로 미뤄 추후 사찰단이 관심을 가져야할 대상"이라고 지적했다. 즉, 미국은 2019년에야 영변 지하 핵시설의 터널 입구를 발견한 것으로 보인다. 크라스노야르스크-26는 상당히 터널이 잘 구축되어 있는 것으로 유명하다.
2004년, 러시아의 기술협력으로 한국은 핵잠수함 원자로 BANDI-60의 기본설계를 마쳤다. 열출력 200 MWt의 경수로인데, 이보다 10배 크기인 2000 MWt RBMK 흑연감속로 3개가 7000평 면적의 지하도시에 설치된 것이 러시아 크라스노야르스크-26이다. 원자로 1기는 지역내 열공급에 쓰고 2기를 플루토늄 생산에 쓴다고 한다.
북한이 그동안 열병식에 선보인 ICBM IRBM SLBM 들을 보면, 열병식에 단순히 선보인 미사일 숫자만 계산해도, 기존의 한미 정보당국의 북한 플루토늄 보유량과는, 전혀 맞지 않아서, 한미 정보당국은, 북한에 저 열병식에 참석한 미사일들에만 넣을 플루토늄이 없으니, 저것들은 모두 모형일 것이다라는 분석도 하고 있다. 그러나, 지하에 대규모 플루토늄 생산 원자로가 있다고 가정한다면, 열병식에 참석한 미사일들과 참석하지 않고 실전배치되어 있을 미사일들을 합친 수량과 북한의 실제 플루토늄 보유량이 맞아떨어질 수 있다. HEU도 수소폭탄 제작이 가능하지만, 플루토늄 5 kg일 경우, HEU는 10 kg이 필요해서, 핵탄두 소형화를 하려면 플루토늄을 사용해야 한다.

## 주요 시설
2016년 기준으로, 영변 원자력 연구소에는 3개의 원자로가 설치되어 있다.
- 영변 IRT-2000, 1963년 착공, 1965년 준공, 열출력 8MWt, 스위밍풀형원자로, 고농축우라늄 사용
- 영변 5메가와트 원자로, 1980년 착공, 1985년 준공, 열출력 30MWt, 전기출력 5MWe, 흑연감속로, 천연우라늄 사용
- 영변 100메가와트 경수로, 2010년 착공, 2013년 준공, 열출력 100MWt, 전기출력 30MWe, 경수로, 플루토늄 및 저농축우라늄 사용

원자로 이외의 핵시설
- 영변 우라늄 농축 공장
- 핵연료봉 제작 플랜트
- 폐연료봉 임시저장소
- 폐연료봉 재처리 공장. PUREX 공법으로 플루토늄을 생산하는 시설.

녕변 원자력 연구소는 1963년 6월, 2메가와트급인 IRT-2000 스위밍풀형원자로(SPR)를 설치, 1965년까지 운용하였다. 이 원자로는 소련으로부터 연료를 공급받지 못해서, 지금은 단지 갑상선암을 방사선 치료하는데 쓰이는 Iodine-131을 생산하는데나 가끔씩 운용되고 있다. 흑연을 감속재로 사용하는 5메가와트급 원자로는 우라늄 농축을 전혀 하지 않은 핵연료를 사용하지만, 경수를 감속재로 사용하는 2메가와트급 원자로에는 우라늄 농축도가 80%나 되는 핵연료를 사용하였다.

## 논란

### 방사능 오염 의심
영변 핵시설을 둘러본 존 B. 울프스달 전략국제문제연구소(CSIS) 국제안보담당 선임연구원은, “영변 핵시설은 방사능에 오염된 허물어진 시멘트 고물집합소다. …미국이라면 강제로 시설을 폐쇄했을 만큼 오염도가 심하다. 미국 기술진은 방사선 노출량을 알려주는 ‘보호장비’와 보호복·마스크·모자·장갑을 착용해야만 이곳에 들어갈 수 있을 것”이라고 말했다. 한편 영변지역 주민들의 수명이 평균 50세 전후이며, 불임이나 기형아 출산 등의 사례도 많다는 전언이 있다.

### 플루토늄 생산 의심
한국, 미국 등 서방에서는 원래 영변이 민간용 전력생산용 원자력 시설이 아니라, 군사용 핵무기 개발을 위한 시설이라고 보기 때문에, 새로운 원전을 "새로운 위협"으로 보고 있다. 원전의 폐연료봉을 영변 플루토늄 재처리시설에서 재처리를 하면, 핵무기용 플루토늄이 대량으로 생산될 수 있다.
6배 출력이 적은 영변 5메가와트 원자로에는 8000개의 핵연료봉이 장전된다. 3년간 사용된 후에 폐연료봉이 된다. 영변 플루토늄 재처리시설에서 8000개의 폐연료봉에서 최저 33 kg, 최대 53 kg의 플루토늄을 추출할 수 있다. 하루 폐연료봉 0.5톤을 재처리할 수 있으며, 모두 재처리하는데는 100일이 걸린다.
NRDC의 핵군축 담당 수석 과학자인 토마스 코크란 박사는 고급기술시 3 kg, 중급기술시 3.5 kg, 저급기술시 6 kg의 플루토늄이면 히로시마 핵폭탄에 해당하는 TNT 20kt급 핵폭탄 한 개를 제작할 수 있다고 말한다. 즉, 8000개의 폐연료봉에서 100일만에 최대 17개의 히로시마 핵폭탄을 제작할 수 있는 설명이다. 미국, 한국 등의 정보당국에서는 조선민주주의인민공화국이 저급기술만을 가졌을 것으로 가정하여, 6발 정도 생산가능하다고 추정한다.
그러나, 언론등에서 자주 보도되는 이러한 추정결과는 히로시마 핵폭탄인 TNT 20Kt급 핵폭탄만을 이야기하는 것이며, 토마스 코크란 박사의 보고서에 따른다면, 고급기술시 1 kg, 중급기술시 1.5 kg, 저급기술시 3 kg의 플루토늄이면 TNT 1Kt급 핵폭탄을 만들 수 있다고 보기 때문에, 최대가정인 53 kg의 플루토늄에, 최대가정인 고급기술로 본다면, 53발의 TNT 1Kt급 핵폭탄을 만들 수 있다.
영변 5메가와트 원자로가 6배 출력이 적다는 점을 감안하면, 영변 30메가와트 원자로에서 생산가능한 플루토늄의 양을 추정할 수 있다. 참고로, 한국의 APR-1400은 전기출력 1400메가와트로, 영변 30메가와트 원자로의 46배 출력이다.
2005년 2월 15일 국회 정보위원회의 비공개 회의에서, 국정원은 북한이 폐연료봉 8000개 중 2500개를 재처리하여 25-30 kg의 무기급 플루토늄을 추출한 것 같다고 보고했다. 8000개를 모두 재처리하면 무기급 플루토늄 96 kg을 추출할 수 있다는 의미다.
2016년 중국 정부는 북한이 영변 등에서 무기급 고농축 우라늄 100 kg을 생산하는 것으로 추정하고 있다.
북한 핵개발 시설에서 10년간 일하다 1994년 망명한 김대호는 북한이 원자로 가동을 중단했던 89년, 90년, 91년에 핵연료봉에서 핵탄두 3기를 만들기에 충분한 26.4 파운드(12 kg)의 플루토늄을 추출했다고 진술했다.

## 같이 보기
- 조선민주주의인민공화국 핵문제
- 제네바 합의
- 마르쿨
- 영변 5메가와트 원자로
- 영변 100메가와트 경수로
- 강선역
- 영변 IRT-2000